# Трускавецька міська рада
Трускавецька міська рада — орган місцевого самоврядування у Львівській області з адміністративним центром у місті обласного значення Трускавці.

## Населені пункти
Міській раді підпорядковані населені пункти:
- м. Трускавець
  - с. Доброгостів
  - с. Бистрий
  - с. Модричі
  - с. Станиля
  - с. Уличне
  - с. Орів
  - с. Зимівки

## Склад ради
Рада складається з 26 депутатів та голови.

### Керівний склад попередніх скликань
| ПІБ                            | Основні відомості                                                                   | Дата обрання | Дата звільнення |
| ------------------------------ | ----------------------------------------------------------------------------------- | ------------ | --------------- |
| Матолич Богдан Михайлович      | Міський голова, 1955 року народження                                                | 1998         | 2001            |
| Грицак Лев Ярославович         | Міський голова, 1952 року народження, член Всеукраїнського об'єднання «Батьківщина» | 2002         | 26.03.2006      |
| Грицак Лев Ярославович         | Міський голова, 1952 року народження, член Всеукраїнського об'єднання «Батьківщина» | 26.03.2006   | 13.04.2010      |
| Козир Руслан Ярославович       | Міський голова, 1965 року народження, безпартійний                                  | 31.10.2010   | 31.10.2015      |
| Кульчинський Андрій Богданович | Міський голова, 1972 року народження, безпартійний                                  | 31.10.2015   |                 |

Примітка: таблиця складена за даними джерела

### Депутати
За результатами місцевих виборів 2010 року депутатами ради стали:

#### За суб'єктами висування
| Суб'єкт висування                                                                    | Кількість обраних депутатів | %    |
| ------------------------------------------------------------------------------------ | --------------------------- | ---- |
| Політична партія Всеукраїнське об'єднання «Батьківщина»                              | 5                           | 10,9 |
| Політична партія Всеукраїнське об'єднання «Свобода»                                  | 5                           | 10,9 |
| Політична партія «Європейська партія України»                                        | 4                           | 8,7  |
| Політична партія «Народна Самооборона»                                               | 4                           | 8,7  |
| Політична партія «Права воля України»                                                | 4                           | 8,7  |
| Політична партія «Фронт Змін»                                                        | 4                           | 8,7  |
| Партія регіонів                                                                      | 3                           | 6,5  |
| Політична партія «Наша Україна»                                                      | 3                           | 6,5  |
| Політична партія «УДАР (Український Демократичний Альянс за Реформи) Віталія Кличка» | 3                           | 6,5  |
| Громадянська партія «ПОРА»                                                           | 2                           | 4,3  |
| Партія «Відродження»                                                                 | 2                           | 4,3  |
| Партія Християнсько-Демократичний Союз                                               | 2                           | 4,3  |
| Народна Партія                                                                       | 1                           | 2,2  |
| Партія Політичне об'єднання «Рідна Вітчизна»                                         | 1                           | 2,2  |
| Партія Всеукраїнське політичне об'єднання «Жінки за майбутнє»                        | 1                           | 2,2  |
| Політична партія Конгрес Українських Націоналістів                                   | 1                           | 2,2  |
| Українська Народна Партія                                                            | 1                           | 2,2  |

#### За округами
| № округу | Прізвище, ім'я, по батькові        | Дата визнання обраним | Освіта                    | Партійна приналежність                                                                     | Відомості про обраного депутата                                                                   |
| -------- | ---------------------------------- | --------------------- | ------------------------- | ------------------------------------------------------------------------------------------ | ------------------------------------------------------------------------------------------------- |
| б/м      | Спурза Іванна Михайлівна           | 21.01.2011            | Освіта середня            | член Громадянської партії «ПОРА»                                                           | ЗАТ СГК «Дніпро-Бескид», молодший медпрацівник                                                    |
| 3        | Вовчанський Василь Іванович        | 04.11.2010            | Освіта вища               | позапартійний                                                                              | ЦМР та СЛ «Трускавецький», начальник відділу                                                      |
| 5        | Малащак Михайло Володимирович      | 04.11.2010            | Освіта вища               | член Народної партії                                                                       | ПП Малащак, директор                                                                              |
| 13       | Гарванко Ігор Антонович            | 04.11.2010            | Освіта вища               | член Політичного об'єднання «Рідна Вітчизна»                                               | ТзОВ "Санаторій «Карпати», заступник директора                                                    |
| 12       | Стасик Ігор Степанович             | 04.11.2010            | Освіта вища               | позапартійний                                                                              | Трускавецька міська лікарня, завідувач терапевтичного відділення                                  |
| 16       | Наконечний Володимир Осипович      | 04.11.2010            | Освіта вища               | позапартійний                                                                              | ТзОВ «Будівельні технології ХХІ століття», директор                                               |
| б/м      | Пилат Олена Леонідівна             | 04.11.2010            | Освіта вища               | член «Жінки за майбутнє» Всеукраїнського політичного об'єднання                            | управління праці та соц. захисту населення, заступник начальника                                  |
| б/м      | Павлечко Святослав Іванович        | 04.11.2010            | Освіта вища               | член Партії регіонів                                                                       | ПП «Тур-Галичина», директор                                                                       |
| б/м      | Симович Володимир Іванович         | 04.11.2010            | Освіта вища               | член Партії регіонів                                                                       | ОСББ «Колос», голова правління                                                                    |
| 17       | Белз Василь Володимирович          | 04.11.2010            | Освіта вища               | член Партії регіонів                                                                       | СПД ФО                                                                                            |
| 14       | Алієв Юрій Алійович                | 04.11.2010            | Освіта вища               | член Партії Християнсько-Демократичний Союз                                                | КП «Наше місто», перший заступна генерального директора                                           |
| 15       | Хомич Михайло Петрович             | 04.11.2010            | Освіта середня спеціальна | член Партії Християнсько-Демократичний Союз                                                | КП «Наше місто», майстер технічних дільниць № 2,3,Голова ОСББ «Калина»                            |
| б/м      | Крамар Руслан Ярославович          | 04.11.2010            | Освіта вища               | член Всеукраїнського об'єднання «Батьківщина»                                              | приватний підприємець                                                                             |
| б/м      | Гладкий Михайло Миколайович        | 04.11.2010            | Освіта вища               | член Всеукраїнського об'єднання «Батьківщина»                                              | приватний підприємець                                                                             |
| 4        | Беднарчук Юрій Романович           | 04.11.2010            | Освіта вища               | член Всеукраїнського об'єднання «Батьківщина»                                              | приватний підприємець                                                                             |
| 20       | Герльовський Іван Ігорович         | 04.11.2010            | Освіта вища               | член Всеукраїнського об'єднання «Батьківщина»                                              | приватний підприємець                                                                             |
| 21       | Пономаренко Наталія Анатоліївна    | 04.11.2010            | Освіта вища               | член Всеукраїнського об'єднання «Батьківщина»                                              | Трускавецькаміська рада, секретар ради                                                            |
| б/м      | Швець Павло Костянтинович          | 04.11.2010            | Освіта вища               | член Всеукраїнського об'єднання «Свобода»                                                  | підприємець                                                                                       |
| б/м      | Струбіцький Ігор Михайлович        | 04.11.2010            | Освіта середня            | член Всеукраїнського об'єднання «Свобода»                                                  | ТзОВ «АВІКОМ», директор                                                                           |
| б/м      | Нелєпін Любомир Петрович           | 07.05.2014            | Освіта вища               | член Всеукраїнського об'єднання «Свобода»                                                  | «Делакс житлобуд», інженер                                                                        |
| 18       | Буняк Євстахій Євгенович           | 04.11.2010            | Освіта середня спеціальна | член Всеукраїнського об'єднання «Свобода»                                                  | приватний підприємець                                                                             |
| 23       | Габший Богдан Миколайович          | 04.11.2010            | Освіта вища               | член Всеукраїнського об'єднання «Свобода»                                                  | ТзОВ «Будівельні технології XXI століття», заступник генерального директора                       |
| б/м      | Юник Євген Володимирович           | 04.11.2010            | Освіта вища               | член Політичної партії «Європейська партія України»                                        | ЗАТ «Трускавецькурорт»"БОЛ «МЦ № 1», директор                                                     |
| б/м      | Зануда Валентина Вікторівна        | 04.11.2010            | Освіта вища               | член Політичної партії «Європейська партія України»                                        | ТзОВ «Роял Хостл груп», директор                                                                  |
| 1        | Юник Андрій Євгенович              | 04.11.2010            | Освіта вища               | член Політичної партії «Європейська партія України»                                        | ЗАТ «Трускавецькурорт» санаторій «Кристал», лікар-уролог                                          |
| 8        | Біліченко Олександр Миколайович    | 04.11.2010            | Освіта вища               | член Політичної партії «Європейська партія України»                                        | СПД ФО Біліченко О. М.                                                                            |
| б/м      | Ластовецький Ігор Богданович       | 04.11.2010            | Освіта вища               | член Конгресу Українських Націоналістів                                                    | НВК «СЗШ № 2 — гімназія» м. Трускавець, вчитель географії                                         |
| б/м      | Процишин Богдан Богданович         | 04.11.2010            | Освіта вища               | член Політичної партії «Народна Самооборона»                                               | фізична особа-підприємець Процишин Богдан Богданович                                              |
| б/м      | Возняк Володимир Франкович         | 04.11.2010            | Освіта вища               | позапартійний                                                                              | ТОВ «Трускавецький водоканал», генеральний директор                                               |
| 11       | Кульчинський Андрій Богданович     | 04.11.2010            | Освіта вища               | позапартійний                                                                              | Трускавецька міська лікарня, завідую зав неврологічним відділенням                                |
| 22       | Чапський Володимир Чеславович      | 04.11.2010            | Освіта вища               | член Політичної партії «Народна Самооборона»                                               | фізична особа-підприємець                                                                         |
| б/м      | Шиманська-Карпюк Галина Михайлівна | 04.11.2010            | Освіта вища               | позапартійна                                                                               | приватний підприємець                                                                             |
| 6        | Шумин Петро Євстахович             | 04.11.2010            | Освіта вища               | член Політичної партії «Наша Україна»                                                      | Управління архітектури та містобудування Трускавецької міської ради, головной спеціаліст          |
| 7        | Пілько Ігор Федорович              | 04.11.2010            | Освіта вища               | член Політичної партії «Наша Україна»                                                      | приватний підприємець                                                                             |
| б/м      | Ткаченко Олександр Олександрович   | 04.11.2010            | Освіта вища               | член Політичної партії «Права воля України»                                                | приватний підприємець                                                                             |
| б/м      | Павлик Віктор Михайлович           | 04.11.2010            | Освіта вища               | член Політичної партії «Права воля України»                                                | Трускавецька газова кантора, майстер по обслуговуванню газового обладнання                        |
| б/м      | Калічак Роман Миколайович          | 04.11.2010            | Освіта вища               | член Політичної партії «Права воля України»                                                | Бориславська центральна міська лікарня, завідувач відділенням профілактики                        |
| 9        | Кіселичник Олег Осипович           | 04.11.2010            | Освіта вища               | член Політичної партії «Права воля України»                                                | приватний підприємець                                                                             |
| б/м      | Стародуб Анатолій Георгійович      | 04.11.2010            | Освіта вища               | член Політичної партії «УДАР (Український Демократичний Альянс за Реформи) Віталія Кличка» | ЗАТ «Трускавецькурорт» "Санаторій «Кристал», головний лікар-директор                              |
| б/м      | Саліженко Сергій Володимирович     | 04.11.2010            | Освіта вища               | позапартійний                                                                              | МРЦ МВС України «Перлина Прикарпаття», заступник начальника МРЦ МВС України «Перлина Прикарпаття» |
| 10       | Кіселичник Михайло Миколайович     | 04.11.2010            | Освіта вища               | член Політичної партії «УДАР (Український Демократичний Альянс за Реформи) Віталія Кличка» | ЗАТ «Трускавецькурорт» палац культури ім. Т. Г. Шевченка, директор                                |
| б/м      | Мицик Сергій Орестович             | 04.11.2010            | Освіта вища               | член Політичної партії «Фронт Змін»                                                        | фізична особа-підприємець                                                                         |
| б/м      | Мойсеєв Сергій Вікторович          | 04.11.2010            | Освіта вища               | член Політичної партії «Фронт Змін»                                                        | фізична особа-підприємець                                                                         |
| б/м      | Попик Володимир Ярославович        | 24.12.2010            | Освіта вища               | член Політичної партії «Фронт Змін»                                                        | фізична особа-підприємець                                                                         |
| 19       | Стасишин Богдан Олексійович        | 04.11.2010            | Освіта вища               | член Політичної партії «Фронт Змін»                                                        | фізична особа-підприємець                                                                         |
| 2        | Ярема Олег Ігорович                | 04.11.2010            | Освіта вища               | позапартійний                                                                              | СПД ФО Ярема О. І., підприємець                                                                   |